# Oligia rubeuncula
Oligia rubeuncula là một loài bướm đêm trong họ Noctuidae.